# 大綱銀之助
大綱　銀之助（おおつな ぎんのすけ、1852年6月24日（嘉永5年5月7日）　-　1911年）は、明治時代の大相撲力士。本名：沼波銀之助。

## 略歴
現在の岐阜県大垣市出身。京都相撲から高砂の門下となり1879年5月に序ノ口。1885年の新聞記事では阿武松和介門弟となっている。その後高砂部屋所属となった。
1884年5月には幕下に昇進したが幕下中位で10年一進一退だった。1891年5月最高位の幕下15枚目。1896年頃からは三段目が定位置となっている。
1893年頃からは3日ほど出場し残り2日を休場しており、若者頭を兼務していたようである。1905年頃からは常に三段目中位から下位に位置しており、若者頭を兼務しているためと思われる（同時期ののちに若者頭となった若梅も同様に三段目中位から下位に記されている）。1909年6月限り57歳で引退。現役晩年は坊主頭だった。
1910年1月から若者頭が番付記載されるようになり、大綱も記されているが、1911年6月限りで番付から消え場所後に死去した。

## 土俵歴
- 1879年5月 - 序ノ口。
- 1884年5月 - 幕下。
- 1909年6月 - 引退。
- 1911年6月 - 場所限り死去[4]。

## 成績
- 番付在位場所数：61場所
- 通算成績：不明（当時の幕下以下の勝敗等の記録については相撲レファレンス等のデータベースに登録がなく、特に明治30年代半ばまでの序二段や序ノ口などは記録がほとんど現存していないと思われるため。ただし、幕下在位時の対十両戦の記録は0勝1敗が確認できる）

### 場所別成績
- 各場所の地位は小島貞二コレクションの番付実物画像による。勝敗等の数については前述の理由により暫定的に対十両戦の分のみを示すものとする。また相撲レファレンスにも大綱の力士データ自体が現在未登録である。

| 1879年 （明治12年） | x                             | 西序ノ口13枚目 –      |
| 1880年 （明治13年） | 西序二段18枚目 –              | 西序二段7枚目 –       |
| 1881年 （明治14年） | 東序二段6枚目 –               | 西三段目26枚目 –      |
| 1882年 （明治15年） | 西三段目13枚目 –              | 西三段目23枚目 –      |
| 1883年 （明治16年） | 東三段目14枚目 –              | 西三段目4枚目 –       |
| 1884年 （明治17年） | 西三段目10枚目 –              | 西幕下55枚目 –        |
| 1885年 （明治18年） | 西幕下43枚目 –                | 西幕下43枚目 –        |
| 1886年 （明治19年） | 西幕下44枚目 –                | 西幕下53枚目 –        |
| 1887年 （明治20年） | 西幕下55枚目 –                | 西幕下28枚目 –        |
| 1888年 （明治21年） | 西幕下26枚目 0–1 （対十両戦） | 西幕下37枚目 –        |
| 1889年 （明治22年） | 西幕下50枚目 –                | 西幕下43枚目 –        |
| 1890年 （明治23年） | 西幕下39枚目 –                | 東幕下27枚目 –        |
| 1891年 （明治24年） | 東幕下15枚目 –                | 東幕下21枚目 –        |
| 1892年 （明治25年） | 西幕下24枚目 –                | 西幕下36枚目 –        |
| 1893年 （明治26年） | 東幕下30枚目 –                | 東幕下33枚目 –        |
| 1894年 （明治27年） | 東幕下31枚目 –                | 西幕下36枚目 –        |
| 1895年 （明治28年） | 西三段目3枚目 –               | 西三段目 –            |
| 1896年 （明治29年） | 西三段目12枚目 –              | 西三段目18枚目 –      |
| 1897年 （明治30年） | 東三段目24枚目 –              | 西三段目 –            |
| 1898年 （明治31年） | 西三段目 –                    | 西序二段3枚目 –       |
| 1899年 （明治32年） | 東三段目30枚目 –              | 西三段目 –            |
| 1900年 （明治33年） | 西三段目36枚目 –              | 西三段目 –            |
| 1901年 （明治34年） | 東三段目18枚目 –              | 東三段目4枚目 –       |
| 1902年 （明治35年） | 東三段目9枚目 –               | 西三段目13枚目 –      |
| 1903年 （明治36年） | 東三段目26枚目 –              | 東三段目36枚目 –      |
| 1904年 （明治37年） | 東三段目41枚目 –              | 東三段目23枚目 –      |
| 1905年 （明治38年） | 西三段目26枚目 –              | 西三段目30枚目 –      |
| 1906年 （明治39年） | 西三段目32枚目 –              | 東三段目47枚目 –      |
| 1907年 （明治40年） | 東三段目62枚目 –              | 東三段目71枚目 –      |
| 1908年 （明治41年） | 東三段目54枚目 –              | 東三段目64枚目 –      |
| 1909年 （明治42年） | 東三段目57枚目 –              | 東三段目59枚目 引退 – |
| 各欄の数字は、「勝ち-負け-休場」を示す。 優勝 引退 休場 十両 幕下 三賞：敢=敢闘賞、殊=殊勲賞、技=技能賞 その他：★=金星 番付階級：幕内 - 十両 - 幕下 - 三段目 - 序二段 - 序ノ口 幕内序列：横綱 - 大関 - 関脇 - 小結 - 前頭（「#数字」は各位内の序列） |                               |                       |